# TGV Duplex
Pour les articles homonymes, voir Duplex.
Pour la 3e génération de TGV à deux niveaux, également appelée « TGV 2N2 », voir TGV Euroduplex.
,,
Les TGV Duplex sont des rames électriques TGV de la Société nationale des chemins de fer français (SNCF), mises en service de 1995 à 2012. Comme leur nom l'indique, elles sont constituées de voitures à deux niveaux. La circulation à l'intérieur de la rame s'effectue par le niveau supérieur, offrant ainsi plus de calme aux voyageurs installés dans le niveau inférieur de chaque voiture. L'étage inférieur de la voiture-bar n'est pas accessible aux voyageurs, car il est occupé par des équipements électriques. Les rames Duplex ont, pour une même longueur, une capacité de transport supérieure de 133 places à celle des TGV Réseau : une rame, composée de 8 voitures (200 mètres de longueur), dispose ainsi de 182 places en 1re classe et 328 en 2de classe, soit un total de 510 places. Par ailleurs, 634 places (uniquement de 2de classe) sont disponibles en aménagement « Ouigo ».
La conception de ces rames a été très poussée, en particulier dans le domaine de la réduction des masses (par l'emploi de l'aluminium au lieu de l'acier pour la structure des caisses, sauf les motrices), afin de respecter la règle de 17 tonnes à l'essieu obligatoire sur les lignes à grande vitesse françaises.

## Description

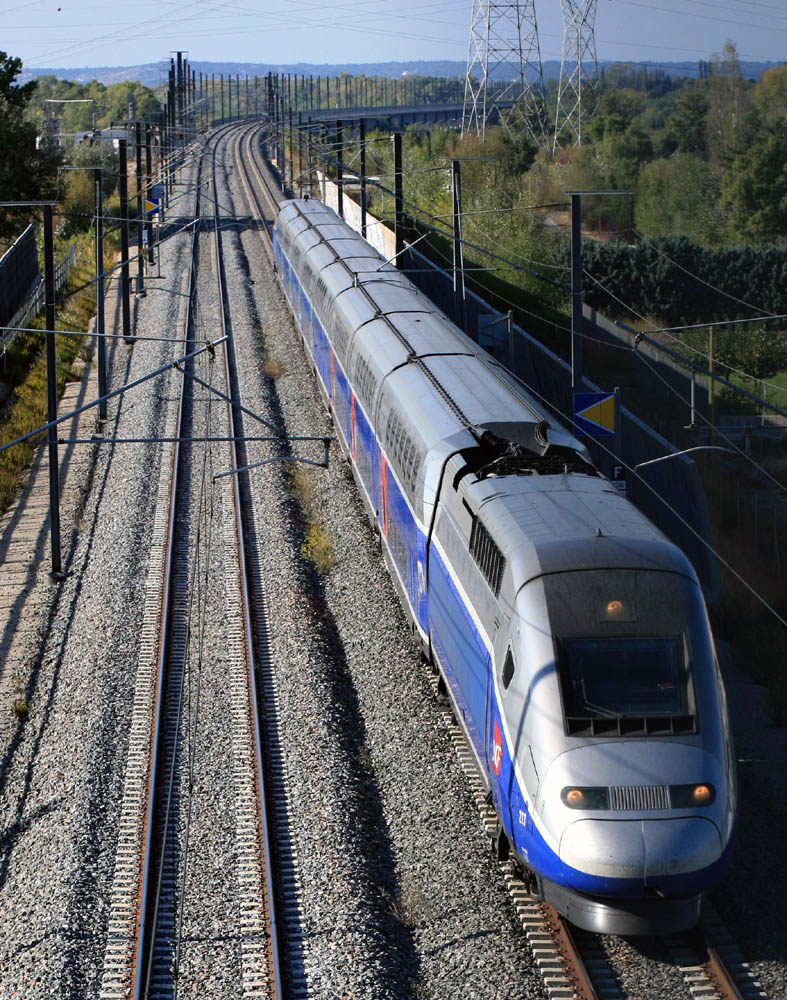
Passage d'un TGV Duplex à proximité de Cavaillon, sur la LGV Méditerranée.

Vers la fin des années 1980, la SNCF prévoit une augmentation du nombre de passagers empruntant le TGV. La livraison de rames TGV Duplex répond donc à un besoin d'augmentation de la capacité des trains sur les trajets les plus fréquentés, en l'occurrence ceux à destination du Sud-Est (côtes méditerranéennes et pointes d'hiver pour le ski).
Elles ont été livrées en quatre vagues. Les premières rames sont livrées entre 1995 et 1998, juste après leur mise au point par Alstom. La vague suivante est arrivée entre 2001 et 2006, à la suite de l'ouverture de la LGV Méditerranée en 2001.
Ensuite, sont arrivées les rames Réseau Duplex vers 2007, composées de motrices Réseau et de voitures Duplex. Elles résultent de la contrainte pour la SNCF de continuer à se faire livrer des rames Duplex, tout en s'équipant de rames TGV aptes à aller en Allemagne et en Suisse : les TGV POS.
Et enfin, les progrès accomplis pour la motorisation des rames POS, et le besoin d'avoir des rames équipées en ETCS (pour aller sur la LGV Perpignan – Figueras), ont conduit à la conception des rames Dasye (Duplex ASYnchrone ERTMS).

### La première génération

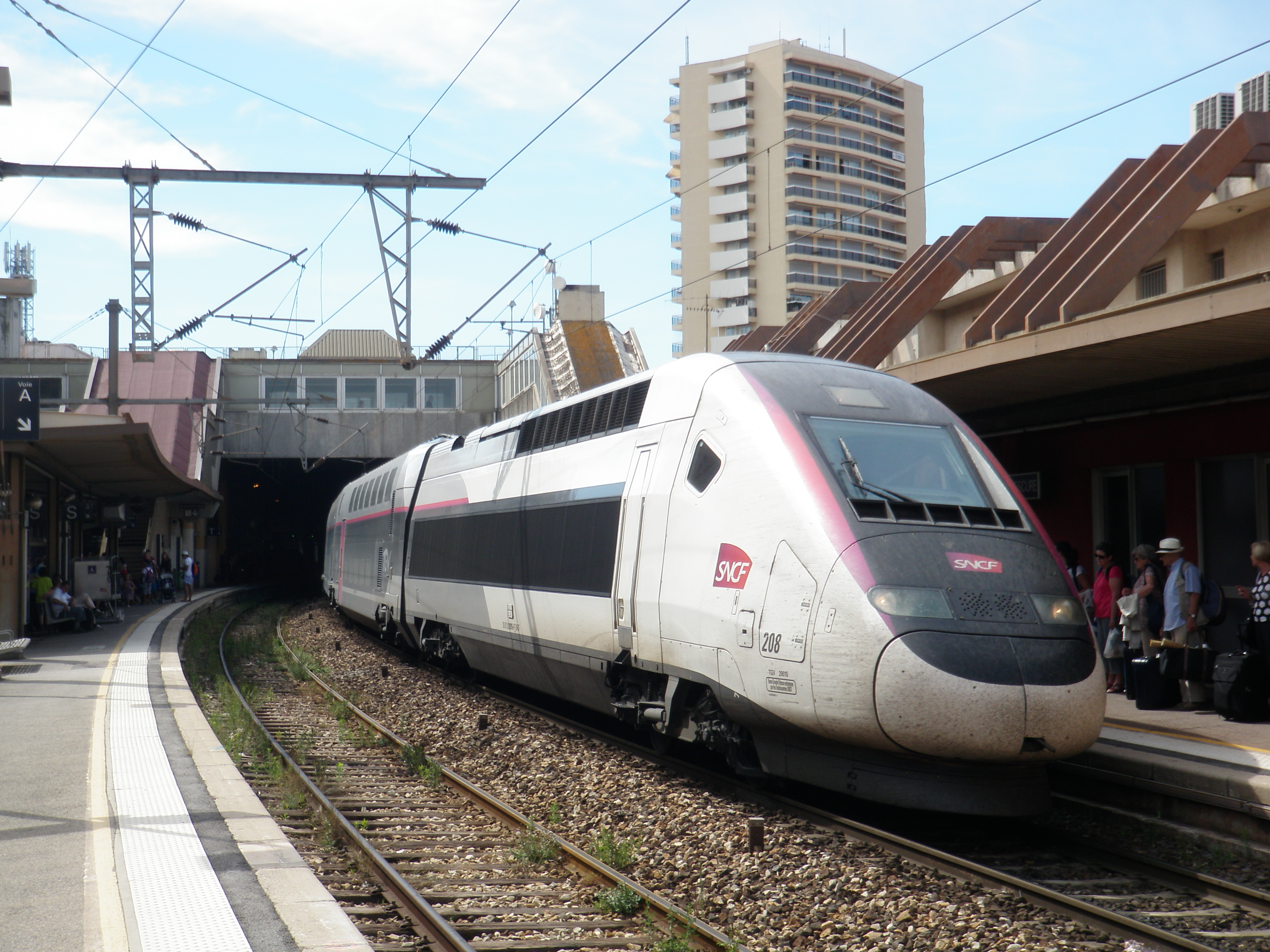
Rame no 208 (en livrée Carmillon), à la gare de Saint-Raphaël-Valescure.

Les motrices sont de type TGV Réseau bicourant (1 500 V continu, 25 kV – 50 Hz, moteurs synchrones, puissance de 8 800 kW sous 25 kV – 50 Hz et aptes à 320 km/h), dont la forme de la caisse a été adaptée aux rames à deux niveaux, et avec qui elles peuvent être couplées en unité multiple (UM) de deux éléments maximum.
Les rames ont été livrées en deux vagues : 201 à 230, entre 1995 et 1998 ; 231 à 289, entre 2001 et 2006.
Désormais, les TGV Duplex dits « de première génération » revêtent la livrée Carmillon (appliquée notamment lors de leur opération de maintenance de moitié de vie).
28 éléments (de la 262 à 289) ont été rénovés avec de nouveaux aménagements intérieurs similaires à ceux des rames 2N2 Océane. De plus, ces rames sont équipées de l'ETCS. Elles circulent exclusivement sur l'axe Sud-Est, rattachées au technicentre de Lyon-Gerland et principalement sur la nouvelle offre de service haut de gamme sur la ligne Paris-Lyon. Depuis le 15 décembre 2024, elles circulent également sur l'axe Atlantique. Quant au reste du parc, il circule principalement sur l'axe Nord, notamment au départ de Paris-Nord. 

### TGV Réseau Duplex
Elles prennent le numéro de série 600. Elles sont la première série de « réattelage inter-séries » de TGV réalisée de façon durable par la SNCF. Autrement dit, il s'agit de rames disposant d'éléments neufs (voitures) et d'autres préexistants (motrices).
En fait, la SNCF a séparé les éléments d'une commande de 19 rames Duplex, qui comprenait :
- 19 sections de remorques à deux niveaux, identiques à celles des premiers TGV Duplex (série 200) ;
- 38 motrices sur base de chaudron Duplex, tricourant de construction (au lieu d'être simplement bicourant), les rendant aptes à circuler sur les réseaux allemand et suisse.

Ces 38 motrices tricourant ont été accrochées à 19 sections de remorques Réseau rénovées par Christian Lacroix, pour constituer la série « 4400 » des TGV POS.
Les 38 motrices Réseau bicourant ainsi libérées ont été rattachées aux 19 nouvelles sections de remorques Duplex. Elles ont reçu une livrée adaptée identique à toute la famille « Duplex », formant ainsi les rames Réseau Duplex.
Appelées également « duplex » (avec un « d minuscule »), celles-ci sont au nombre de 19, numérotées de 601 à 619, toutes rattachées au Technicentre Sud-Est Européen. Ce réarrangement a permis à la SNCF de maintenir la cadence de livraison de Duplex, jugée prioritaire.

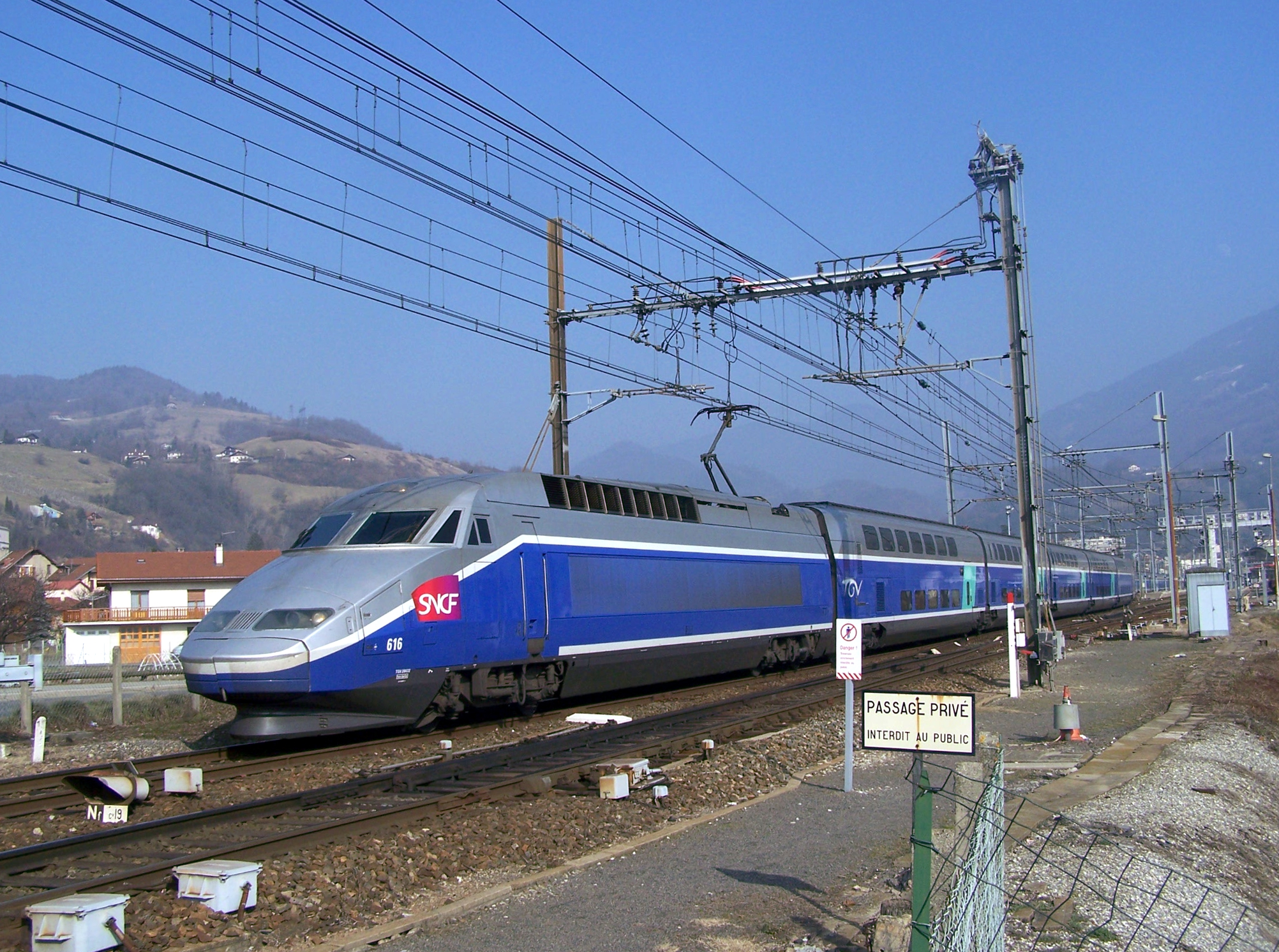
TGV Réseau Duplex en livrée Atlantique à Albertville.
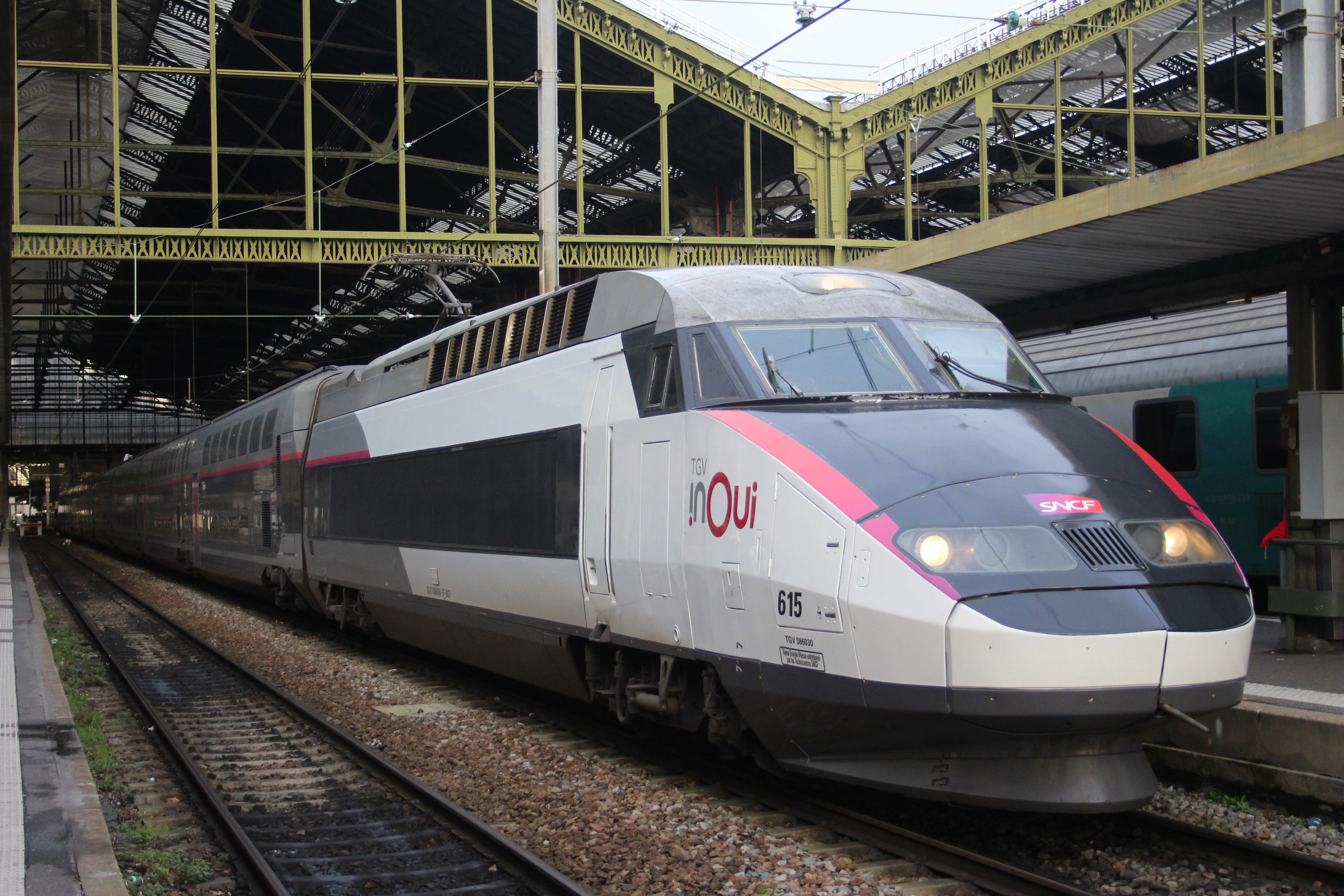
TGV Réseau Duplex en livrée Carmillon à Paris-Gare-de-Lyon.
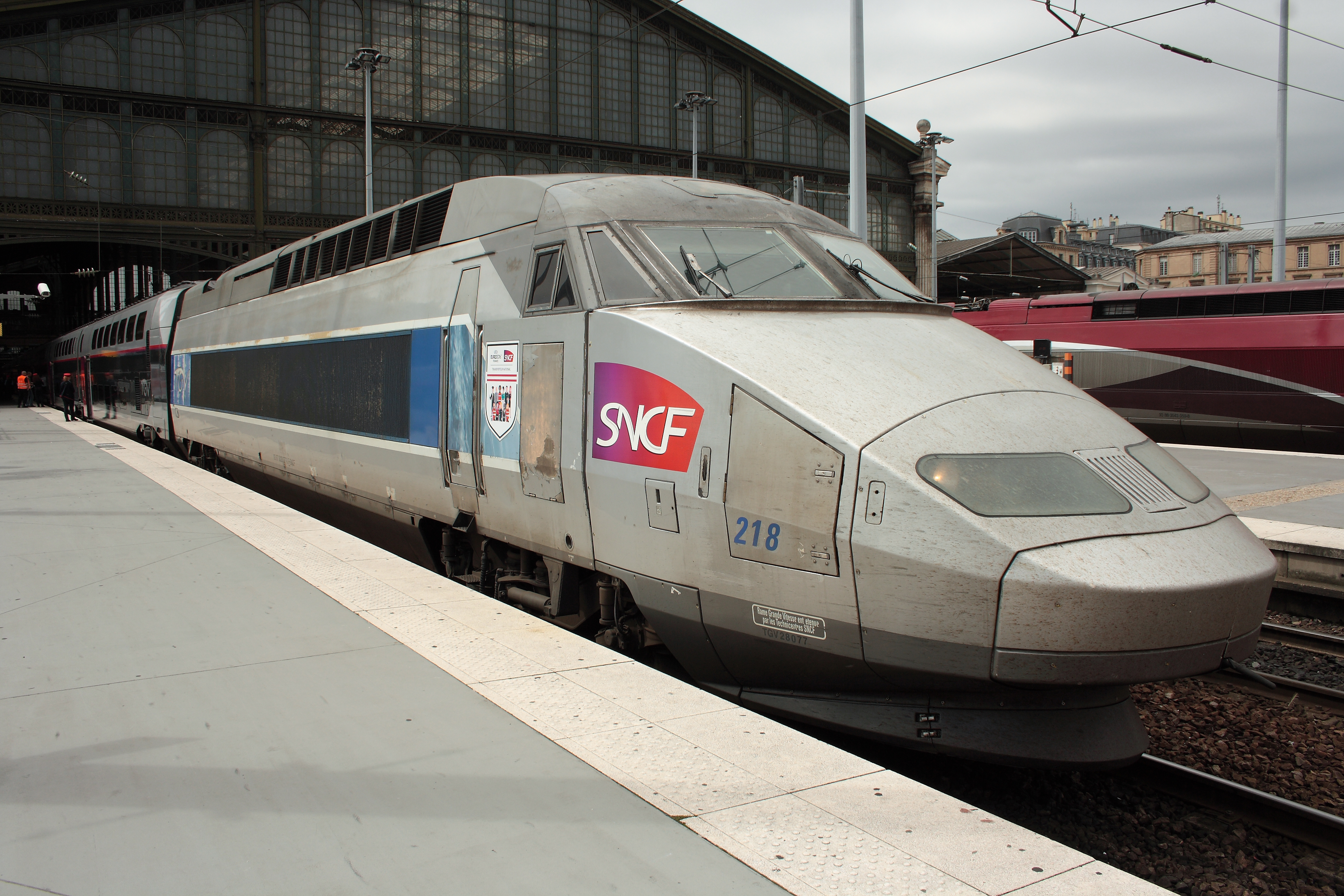
La rame 218 a circulé avec la motrice de réserve Réseau bicourant 28077, lui conférant ainsi un aspect de Réseau Duplex sur une seule extrémité.

Notes :
- le prototype du TGV Duplex est composé de motrices Réseau (dont la 28003 de l'ancienne rame bicourant 502, réutilisée par la suite sur le prototype « Elisa » de l'AGV[16]) ;
- les transformateurs des motrices Réseau ayant été conçus d'origine pour alimenter des voitures Duplex, aucune modification technique n'a été nécessaire[15] ;
- une rame hybride avait été créée à la suite d'un accident en 2003, une motrice Réseau ayant alors remplacé son homologue Duplex. De la fin janvier 2009 à septembre 2012, la rame 255 a circulé également avec cette configuration, à la suite de l'incendie en ligne d'une de ses motrices le 10 janvier 2009 à Pont-de-Veyle ; cela s'est aussi produit pour la rame 204 en 2008 (utilisation de la motrice 28003 précitée), la rame 290 de 2013 à 2015 (à la suite de l'incendie d'une de ses motrices le 23 septembre 2013, en gare de Lyon-Part-Dieu[17]), puis sur d'autres rames (comme les 218, 234 et 201) par la suite ;
- ce concept n'est pas une hérésie en soi. Les motrices Réseau et Duplex sont interchangeables, car ayant toutes deux une motorisation synchrone similaire (mais différente de celle des Dasye), ainsi qu'un équipement informatique compatible. D'ailleurs, elles sont multiplexables : il est ainsi fréquent de voir des compositions d'une rame Réseau et d'une rame Duplex en unités multiples (notamment entre Lille et Marseille).

À partir de 2019, les TGV Réseau Duplex revêtent la livrée Carmillon.
Dès mars 2022, la rame 601 a été dissoute, afin que ces voitures soient transformées avec les motrices POS 4406 en TGV P-Duplex 721, tandis que les motrices 601 et les voitures de la POS 4406 soient transformées en TGV Réseau 560. La fin de ces transformations prendront fin en octobre 2024 avec les rames 4414 et 612, mais seulement 13 rames Réseau seront reformées, le reste partira à la casse[réf. nécessaire].

### TGV Dasye
Dasye est la contraction de Duplex ASYnchrone ERTMS. C'est la 2e génération de TGV Duplex, construite entre 2007 et 2012.
Parallèlement à la commande des quatre derniers tronçons de TGV Duplex pour les rames Réseau Duplex, le constructeur reçoit le 26 juillet 2005 la notification de la SNCF pour la première commande de 24 rames complètes Dasye.

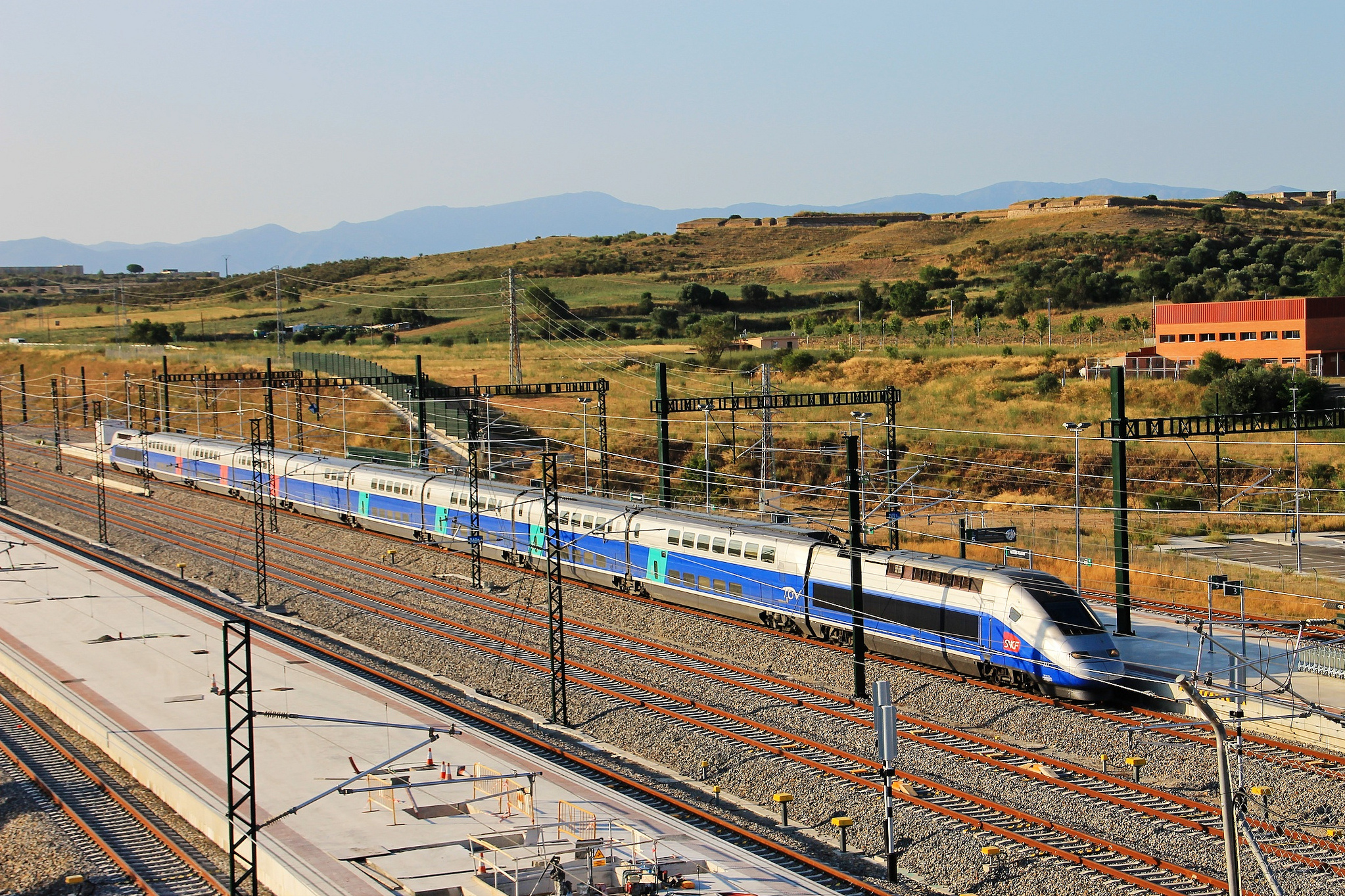
TGV Dasye à Figueras-Vilafant. Derrière, sur la colline sur la droite, le château de Sant Ferran.

La série est dotée d'une esthétique extérieure identique à la série Duplex classique, mais des modifications internes lui ont été apportées.
Ces rames portent le numéro de série roulante 700. Elles se caractérisent par une nouvelle chaîne de traction avec motorisation asynchrone du même type que celle des motrices de TGV POS, et elles embarquent également l'ETCS, système de signalisation européen. Les motrices de la rame 701 ont été livrées fin 2006 et assemblées avec le tronçon Réseau Duplex 619 (premier tronçon de cette sous-série livré, dans le cadre de la formation des rames Réseau Duplex et POS), pour essais de présérie. La rame 701 complète fut livrée le 14 février 2008.
Le 27 juin 2007, la SNCF a passé une importante commande à Alstom Transport SA pour 80 rames Duplex, composée de 25 rames Dasye supplémentaires, ainsi que de 55 rames tricourant d'un nouveau type (TGV Euroduplex ou RGV 2N) et une motrice de réserve,. Une commande complémentaire de 3 rames Dasye est passée en 2008. Cependant, seules 50 rames Dasye sur ce total de 52 (24 + 25 + 3) sont construites.
L'habillage intérieur des rames bénéficie de nouvelles couleurs (bleu) et de nouveaux équipements (notamment des prises électriques à chaque rangée de sièges, en 1re et en 2de classe), le reste des aménagements est très proche de ceux du Duplex ; un indicateur de la vitesse du TGV a été installé dans la voiture-bar, au-dessus du bar.
Ces rames Dasye permettent de renforcer les liaisons vers le Sud, notamment avec la ligne Perpignan – Figueras pour certaines d'entre elles. Elles y sont remplacées par les rames TGV 2N2 3UH depuis le 15 décembre 2013, pour des trajets Paris – Barcelone sans changement à Figueras.
La rame 746 a été spécialement aménagée pour les essais de la LGV Rhin-Rhône, et revêtue à l'occasion d'une livrée promotionnelle. De même, la rame 744 reprend à son tour ces dispositions pour les essais de la phase 2 de la LGV Est européenne à l'automne 2015,. À la suite de l'accident du 14 novembre 2015, c'est la rame 749 — cette fois-ci sans pelliculage spécifique — qui a continué (à partir du 29 février 2016) et terminé les essais de cette dernière LGV. C'est de nouveau une rame Dasye, en l'occurrence la 739, qui a effectué en 2016 les essais de la LGV Sud Europe Atlantique ; la 742 s'est quant à elle occupée, à partir de novembre 2016, des essais de la LGV Bretagne-Pays de la Loire. Dès juillet 2017, la 705 a testé le contournement de Nîmes et de Montpellier.
Désormais, les TGV Dasye revêtent la livrée Carmillon.

### TGV POS-Duplex

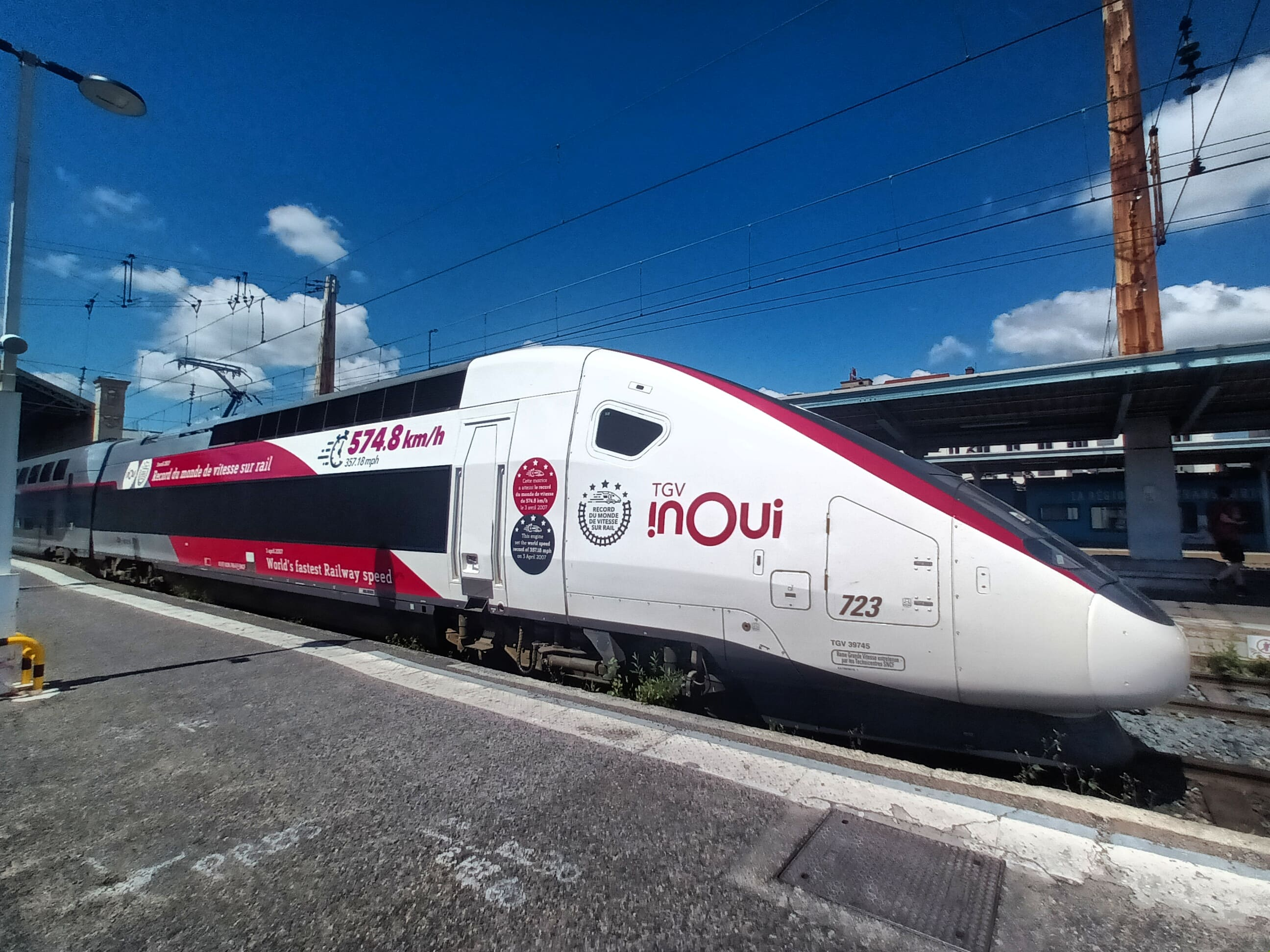
La rame POS-Duplex 723.

Entre 2006 et 2007, la SNCF reçoit 38 motrices tricourant aptes aux réseaux allemand et suisse, la SNCF ne voulant pas de rames Duplex sur cet axe. Elle prélèvera 19 rames TGV Réseau rénovées pour former les rames TGV POS (POS pour Paris - Ostfrankreich - Süddeutschland ; en français : « Paris - Est de la France - Allemagne du Sud »). Il s'agira de motrices neuves encadrant des remorques rénovées. Les rames sont numérotées de 4401 à 4419.
Dans le même temps, la SNCF devait faire face à l'augmentation des voyageurs sur l'axe Sud-Est ; la livraison de rames TGV Duplex était prioritaire. En parallèle de la commande des 38 motrices POS, la SNCF commandera 19 tronçons Duplex à Alstom pour les atteler aux motrices Réseau dépourvues de remorques. Cela formera les 19 rames TGV Réseau Duplex, numérotées 601 à 619. Par ailleurs, les deux remorques d'extrémité de la rame 618 ont formé la rame V150 entre 2006 et 2007.
Pendant que les rames TGV Réseau Duplex ne circulèrent qu'en France, les rames TGV POS ont circulé en Allemagne jusqu'en 2012 (date à laquelle ces dernières ont été affectées à Lyria). À partir de 2019, les rames finiront leur vie sur les axes Nord (en remplacement des rames TGV Sud-Est) et Est (où elles circulaient initialement), pour les relations TGV inOui.
En 2022, la direction du matériel de la SNCF annonce le remaniement des rames TGV POS et Réseau Duplex. Avec l'opération mi-vie des motrices TGV POS et des remorques des TGV Réseau Duplex, la SNCF crée un nouveau type de matériel TGV, baptisé TGV « POS-Duplex », puisqu'il s'agit de motrices POS encadrant des tronçons Duplex rénovés (ex-Réseau Duplex). Sur les 19 rames TGV POS-Duplex, 13 rames seront affectées au service TGV inOui, tandis que les 6 autres rames seront des Ouigo Tango (signifiant « Transformation de l’Aménagement Nouvelle Génération Ouigo ») ; ces dernières doivent être présentées en 2025. Les TGV POS-Duplex seront tous affectés au Technicentre de Lyon-Gerland.
La rame TGV POS 4402 (ayant battu le record du monde de vitesse sur rail, le 3 avril 2007, à la vitesse de 574,8 km/h) devient la rame TGV POS-Duplex 723. Les motrices ont reçu une livrée spéciale rappelant ce record, avec les couleurs de TGV inOui. Les remorques d'extrémité de la rame Réseau Duplex 618 ont quant à elles intégré la rame TGV POS-Duplex 726.

### Rames particulières

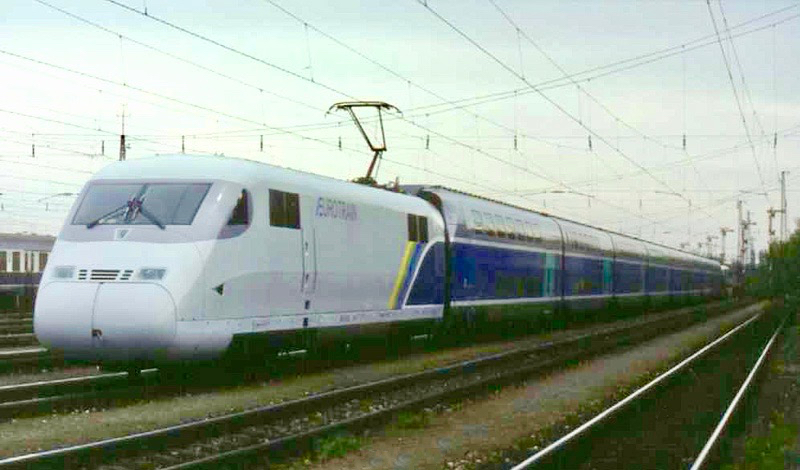
La rame prototype « Eurotrain », vue à Munich-Laim.

Les remorques de la rame 224 ont été utilisées sur le prototype « Eurotrain » en 1998, où elles étaient accrochées à des motrices d'ICE 2.
La rame 235 a été utilisée dans le film Les Tuche 3, sorti en 2018.
La rame 283 qui a été la dernière rame à avoir porté la livrée Atlantique.
Les rames 613, 614 et 615 sont équipées de motrices TGV Réseau tricourant, respectivement issues des anciennes rames 4507, 4508 et 4509. Ne roulant qu'en France, leur capacité à circuler sous une tension de 3 kV n'est pas utilisée, et sont donc exploitées comme des rames bicourant (c'est-à-dire de la même manière que toutes les autres rames des séries 200, 600 et 700).
Les remorques R1 et R8 de la rame Réseau Duplex 618 étaient les remorques extrémités de la rame V150 (ayant établi le record à 574,8 km/h, le 3 avril 2007).
Le TGV POS-Duplex 723, ex TGV POS 4402 est le train sur rail le plus rapide de l'histoire ferroviaire avec son record du monde de vitesse sur rails. 
Lors des essais de la phase 2 de la LGV Est européenne, la rame 744 est victime d'un déraillement le 14 novembre 2015 ; cet accident a coûté la vie à onze personnes et en a blessés 42 autres.
La rame 750 est constituée de motrices spécialement construites pour encadrer les anciennes remorques de la rame Duplex 255, dont l'une des motrices a été radiée à la suite d'un incendie. L'autre étant devenue une motrice de réserve.

#### Adaptations liées à Ouigo
38 rames (760 à 790, 791 — ex-750 —, 792 à 797), existantes ou prévues, sont composées de motrices TGV Dasye et d'anciennes remorques TGV Duplex. Ces rames appartiennent à la sous-série des TGV Dasye Haute-Densité, qui circulent pour les services Ouigo ; transformées par le Technicentre de Bischheim, elles comportent chacune 634 places (soit 1 268 places pour une UM ; les sièges installés sont similaires à ceux des rames TER 2N NG), toutes en 2de classe, et le bar y a été supprimé. Les motrices TGV Duplex ayant ainsi perdu leurs remorques d'origine récupèrent en échange d'anciennes remorques TGV Dasye, elles-mêmes séparées de leurs motrices d'origine ; ces rames recomposées appartiennent donc à la sous-série des TGV Néo-Duplex.

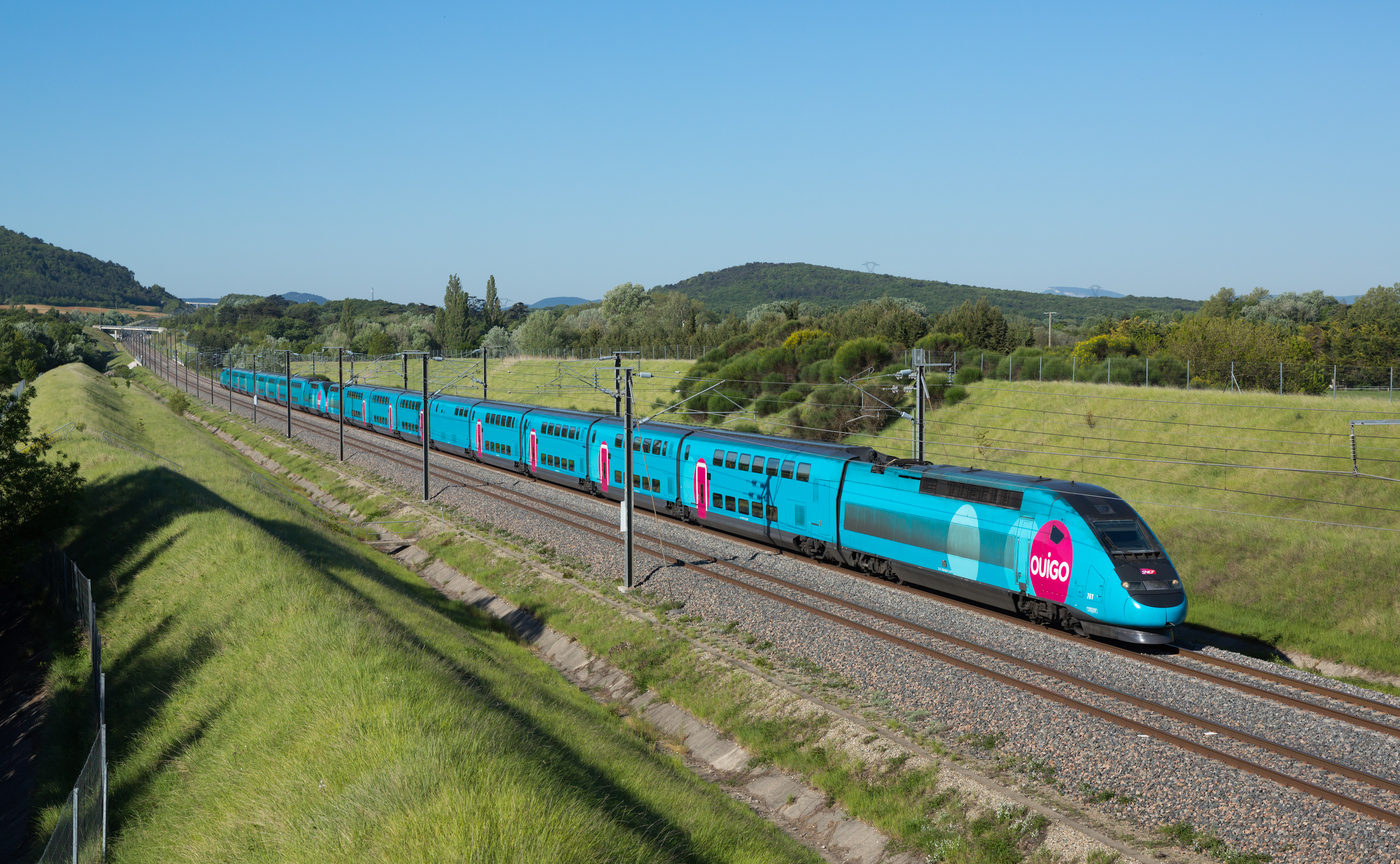
UM de rames Ouigo (dont la 761).

De plus, d'autres rames Duplex ont été temporairement adaptées — elles ont ainsi été surnommées « Ouigo Like » —, en attendant la mise à disposition de rames dédiées supplémentaires, pour les liaisons Ouigo créées en décembre 2015. Contrairement auxdites rames dédiées, les rames provisoirement utilisées sont entièrement de 1re génération (rames 241, 244, 245 et 246), et leur aménagement intérieur était resté identique à celui d'un TGV Duplex dit « classique », car seule la livrée avait été modifiée.

## Parc
Au 30 juillet 2022, le parc est composé de 156 éléments Duplex :
- 88 rames TGV Duplex (série 200) dont 28 rénovées en Duplex-E ou Océane Like
- 18 rames Réseau-Duplex (série 600)
- 50 rames TGV Dasye (série 700), sauf rame 744 essais accidentée à Eckwersheim, dont 37 Dasye haute-densité (Ouigo) (série 760)

## Service
Les rames Duplex ont été utilisées en premier sur la relation Paris-Gare-de-Lyon – Lyon-Perrache, pour faire face à la croissance du trafic. Elles ont aussi repris une grosse partie du service sur la LGV Méditerranée, en particulier sur Paris – Marseille / Nice et Paris – Montpellier (Saint-Roch ou Sud-de-France) / Perpignan, mais également sur quelques relations Lille – Marseille – Nice et Lille – Montpellier (elles pallient ainsi les départs des rames TGV Réseau bicourant qui ont été rénovées pour aller sur la LGV Est européenne), ou encore Rennes / Nantes – Marseille ; ainsi que sur les Alpes, notamment lors des gros départs en hiver sur les liaisons Paris – Grenoble / Évian-les-Bains / Modane / Bourg-Saint-Maurice / Saint-Gervais-les-Bains-Le Fayet .
Depuis le service 2007 entré en vigueur le 10 décembre 2006, les rames Duplex (puis des Dasye, dans les années 2010) évoluent également vers l'Ouest, sur des trajets comme Paris-Montparnasse – Rennes / Nantes, et depuis peu vers le Sud-Ouest, terminus Bordeaux (liaison Lille – Bordeaux). On les retrouve également en UM pour les périodes de pointe sur Paris – Bordeaux.
Depuis la mise en service commercial de la LGV Est en juin 2007, des rames Duplex sont également utilisées lors des super-pointes d'hiver (les week-ends de décembre) sur Paris-Est – Strasbourg – Colmar.
Depuis la même année, les TGV Réseau Duplex sont mis en circulation. Ils assurent principalement les liaisons Paris-Gare-de-Lyon - Miramas, Paris-Gare-de-Lyon - Bourg Saint-Maurice, Paris-Gare-de-Lyon - Marseille Saint-Charles et Marseille Saint-Charles - Lille-Flandres.
Des rames Duplex en unités multiples ont également été utilisées en appoint sur la liaison Paris-Montparnasse – Tours, à la suite des changements d'horaires en décembre 2011, à cause de la surfréquentation liée à la suppression d'une desserte de Vendôme.
L'aller-retour quotidien Le Havre – Marseille est assuré en rame Duplex et Réseau Duplex.
Depuis 2011, les parcours Rennes / Nantes – Marseille / Montpellier sont assurés par des rames Duplex.
Des rames Dasye sont utilisées pour des trajets radiaux sur la LGV Rhin-Rhône, entre Dijon et Mulhouse, depuis décembre 2011. Avec des rames Duplex, elles y assurent également certains parcours transversaux (Strasbourg – Marseille / Montpellier), depuis la même date.
Depuis mars 2014, quelques trains Paris – La Rochelle sont également assurés avec des rames Duplex en US (et en UM durant l'été), mais également  avec quelques rames Dasye notamment en fin de semaine.
Ces rames sont aussi utilisées pour assurer l'aller-retour Toulouse – Lyon-Part-Dieu.
À la suite de la livraison de nombreuses rames TGV Euroduplex à la fin du mois d'août 2014, 22 trains entre Paris-Nord et Lille (avec prolongements vers Calais, Dunkerque, ou Boulogne-sur-Mer et Rang-du-Fliers, puis Tourcoing dans la foulée), effectués auparavant par des rames TGV Sud-Est, sont désormais effectués par des rames TGV Duplex. Depuis l'entrée en vigueur du service 2015 le 14 décembre 2014, les rames Duplex remplacent également les TGV NOL sur ces relations, ainsi que vers Valenciennes.
Depuis la fin de 2015, 19 rames (en l'occurrence les Dasye numérotées de 706 à 720 et de 745 à 748, disposant alors de marquages spécifiques sur les flancs des motrices et près des portes d'accès aux voitures) sont dédiées à l'axe Paris-Gare-de-Lyon – Lyon ; ces rames sont d'ailleurs les premières du parc TGV (hors Thalys) à proposer le Wi-Fi gratuit à bord, de manière pérenne, dès le 15 décembre 2016.
Enfin, les TGV Dasye Haute-Densité assurent les services à bas coûts nommés Ouigo, depuis avril 2013.
À partir du printemps 2021, tous les nouveaux éléments Duplex rénovés (Duplex-E dits également Océane Like) sont rattachés au technicentre de Lyon-Gerland afin d'assurer principalement la nouvelle offre de service haut de gamme sur la ligne à grande vitesse Paris-Lyon. 
Depuis décembre 2024, une partie des éléments Duplex-E dits également Océane Like, sont détachés sur l'axe Atlantique en complément des TGV Atlantique et des TGV 2N2 3UFC Océane. En compensation, l'ensemble des TGV Dasye sont rapatriés sur l'axe Sud-Est.

## Modélisme
- La rame Duplex a été reproduite en H0 par les firmes Jouef, Lima et Mehano (celle-ci propose en outre la version Ouigo), et en N par la firme Kato.
- La rame Réseau Duplex a été reproduite en HO, par la firme Jouef, et en N par la firme Kato.
- La rame Duplex Carmillon a été reproduite en HO, par les firmes Jouef et Mehano (TGV inOui), et en N, par la firme Kato.

## Galerie de photographies

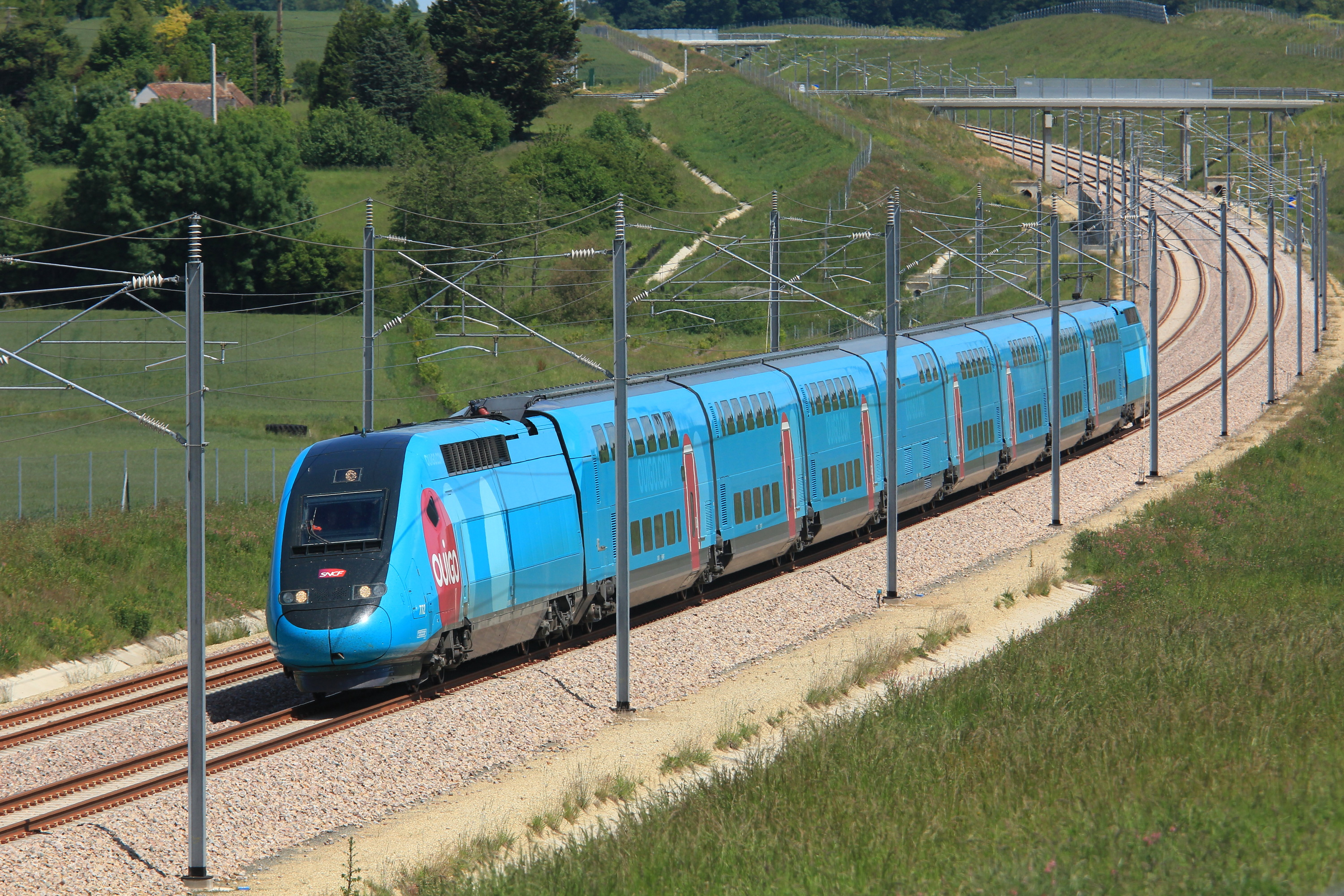
La rame TGV Ouigo no 772.
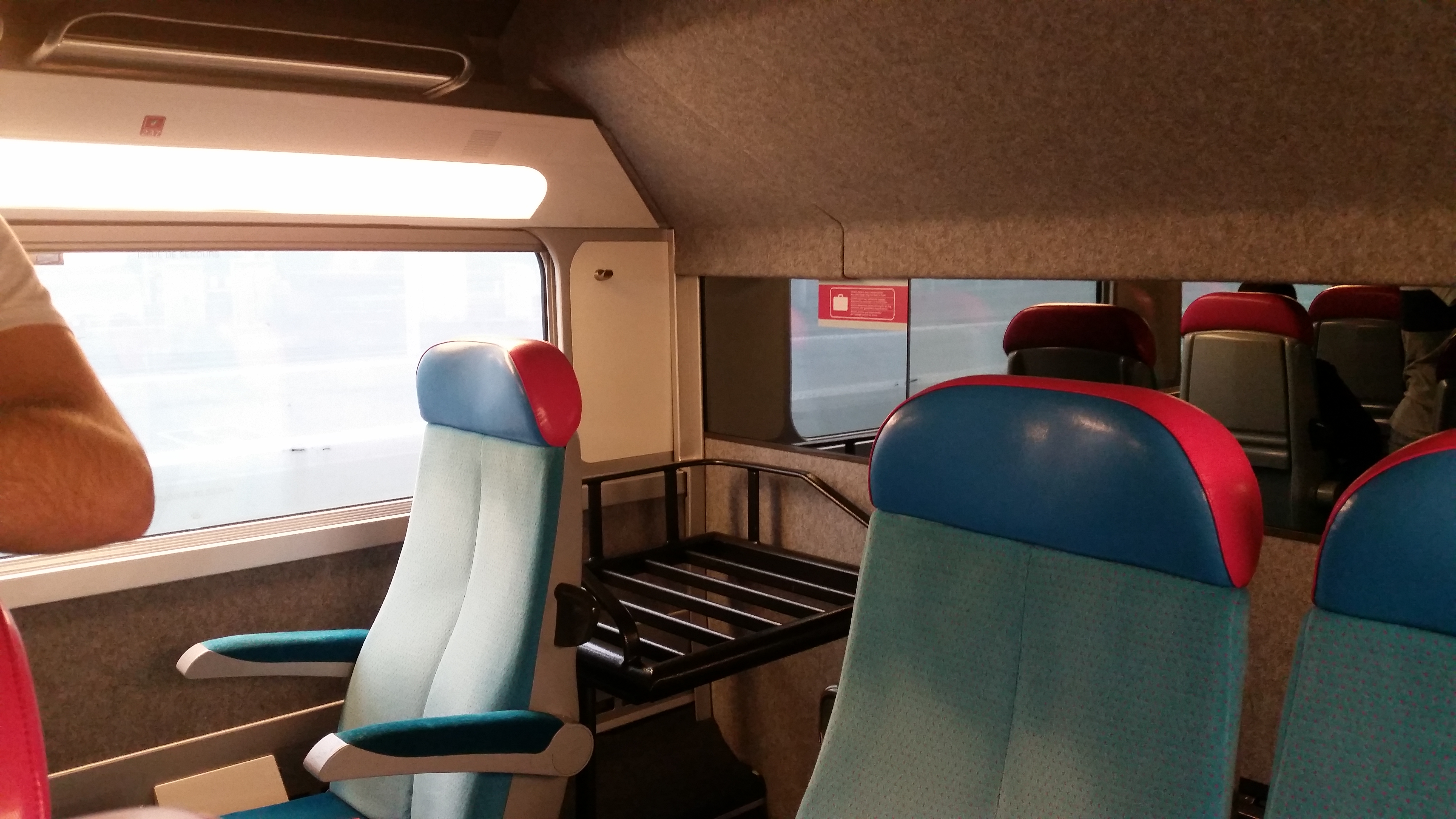
La rame TGV Ouigo Intérieur d'une rame de 1re génération : la salle basse, en 2de classe.
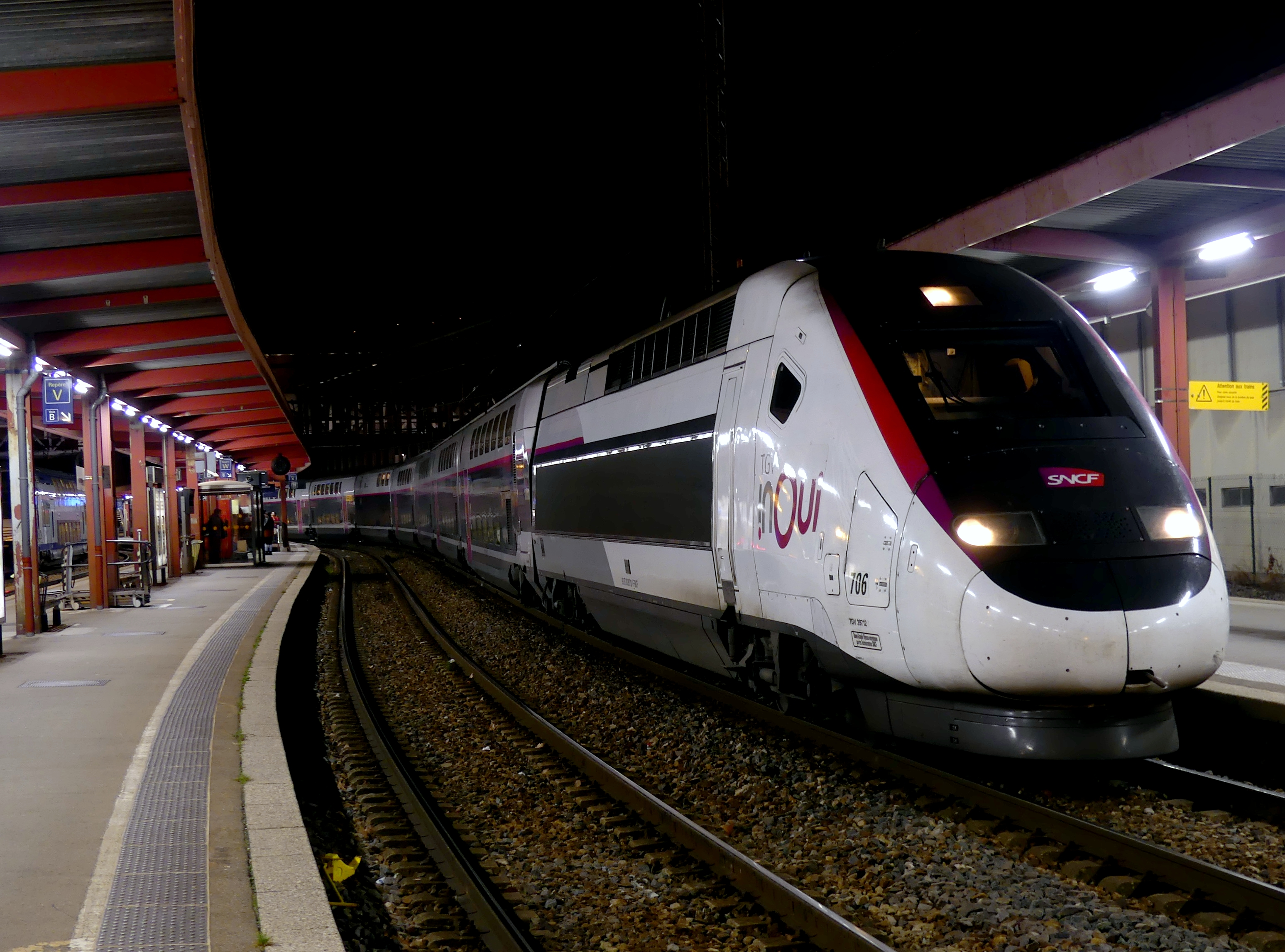
La rame 706, en gare de Chambéry - Challes-les-Eaux.

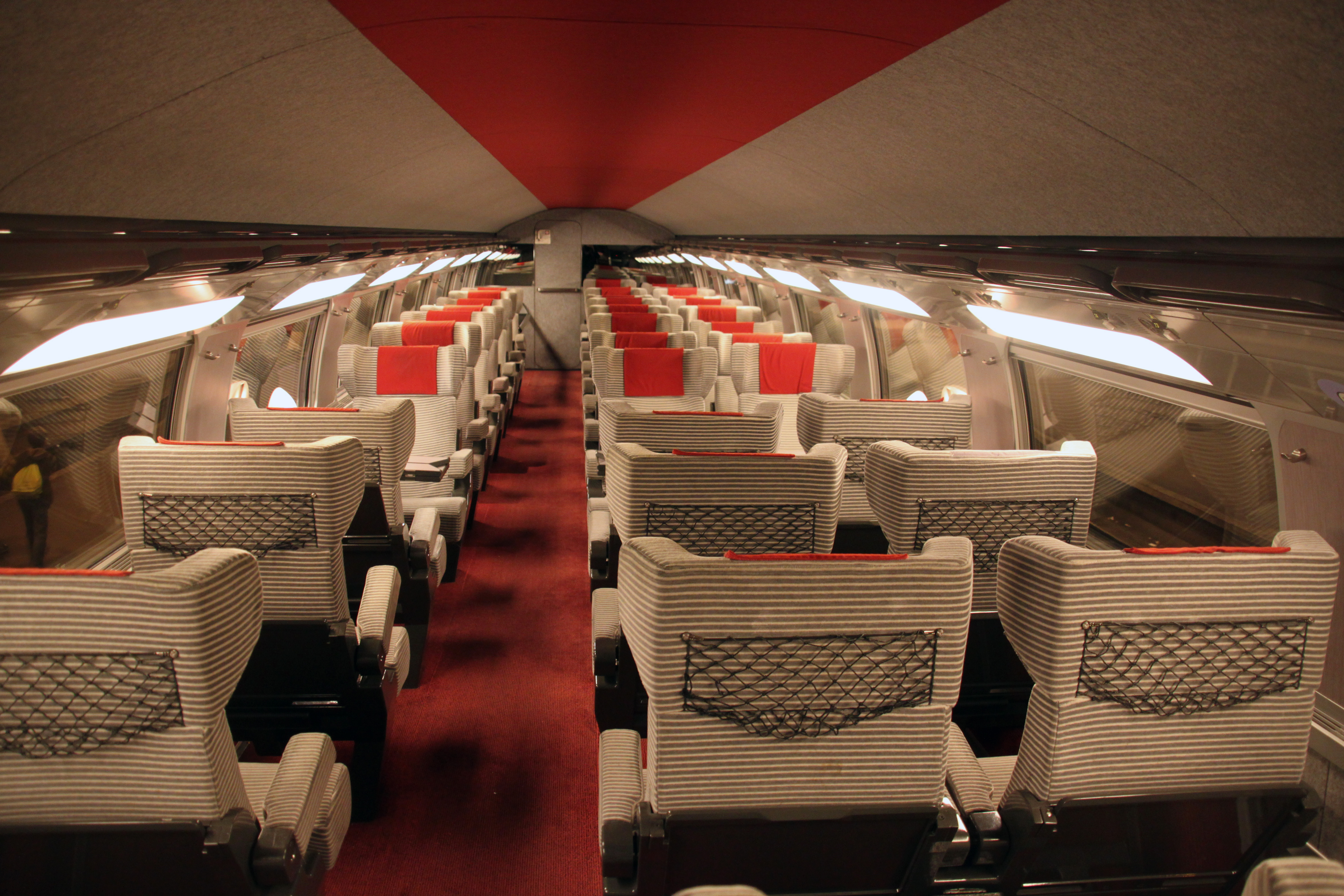
Intérieur d'une rame de 1re génération : la salle haute, en 1re classe.
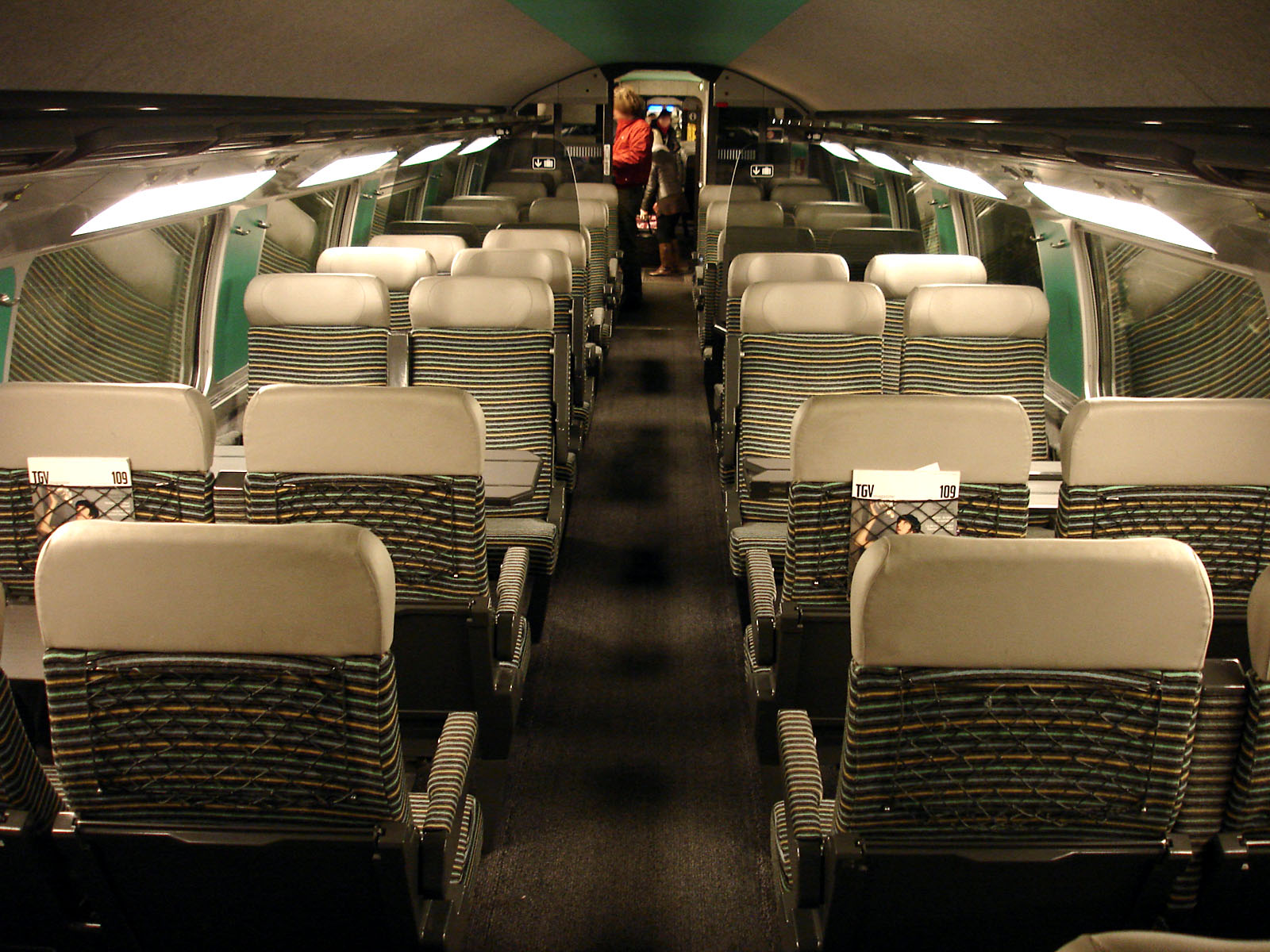
Intérieur d'une rame de 1re génération : la salle haute, en 2de classe.
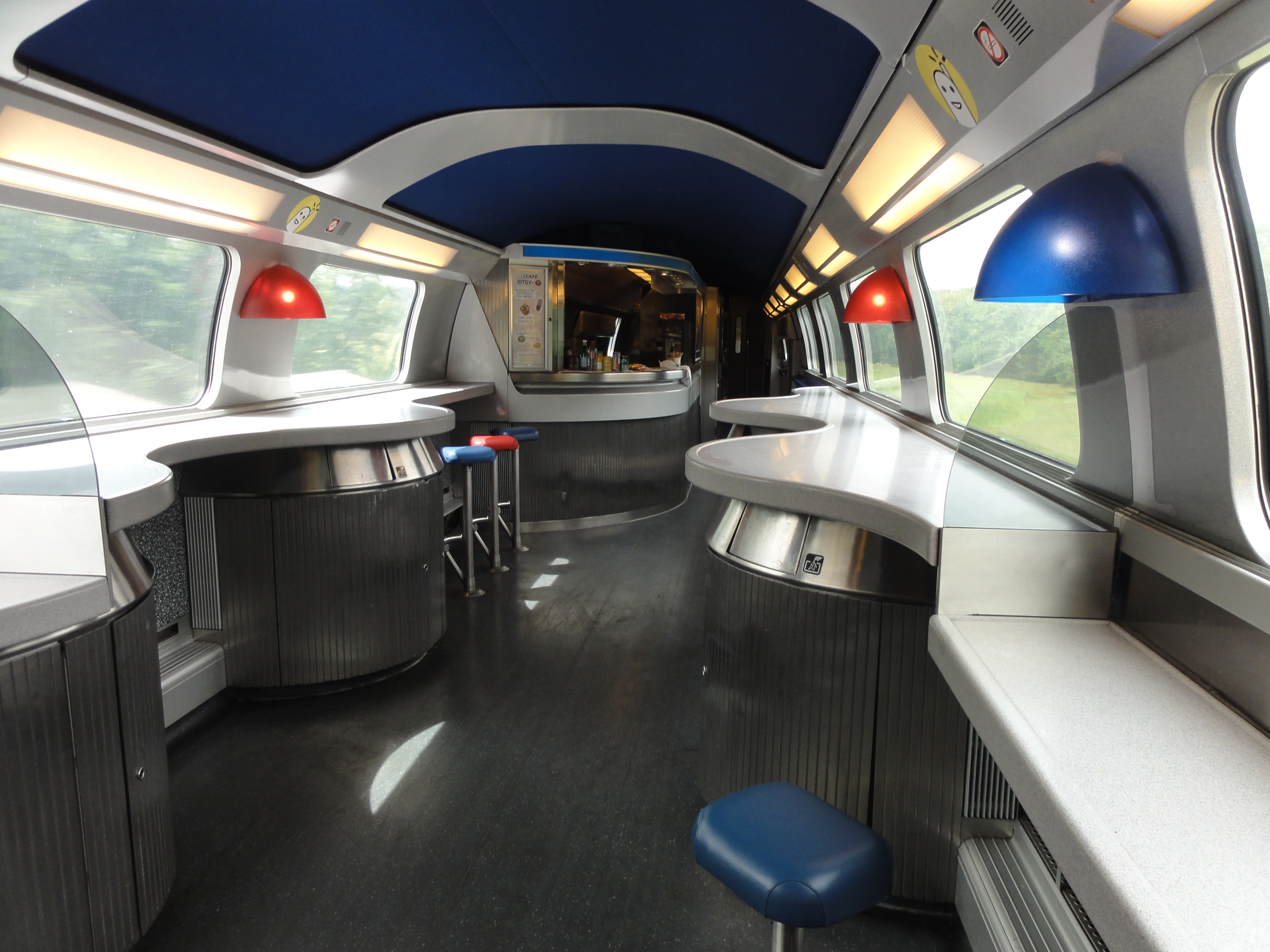
Intérieur d'une rame de 1re génération : la voiture-bar.
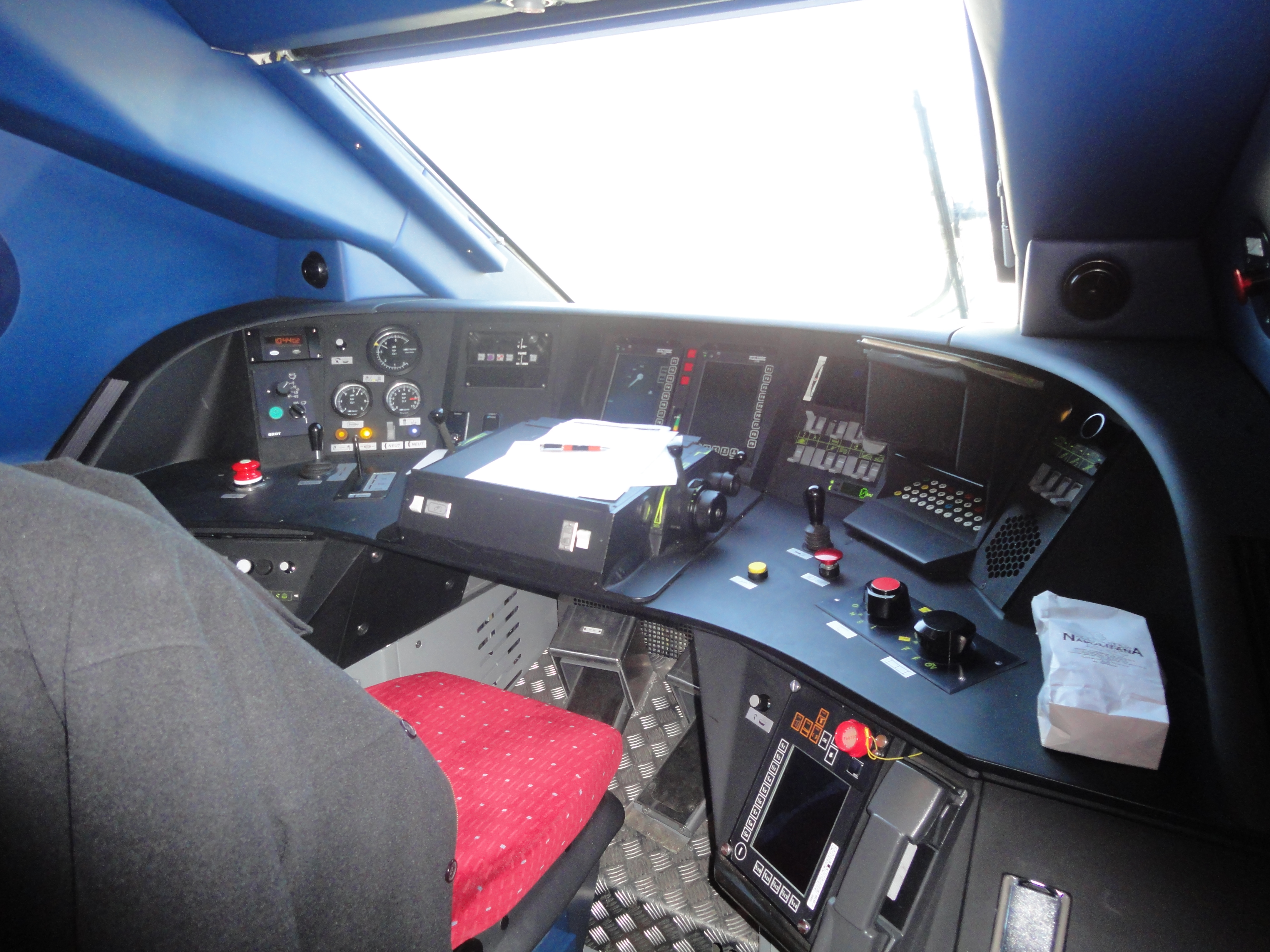
Cabine de conduite d'une rame Dasye, en gare de Figueras - Vilafant.